# Адамс (окръг, Индиана)
Вижте пояснителната страница за други значения на Адамс.
Окръг Адамс (на английски: Adams County) е окръг в щата Индиана, Съединени американски щати. Намира се в североизточната част на Индиана и споделя източната си граница с Охайо. Официално е създаден през 1836 г. Площта му е 881 km². Според преброяването от 2020 г. населението му е 35 809, което е увеличение от 4,1% от 34 387 през 2010 г. Административен център е град Дикейтър.
Окръгът има четири инкорпорирани града с общо население над 15 000, както и много малки некорпорирани общности. Окръгът е разделен на 12 града, които предоставят местни услуги. През окръга преминават четири държавни пътя на Индиана, както и три американски маршрута и една железопътна линия. 
През 2017 г. около една четвърт от населението на окръга (приблизително 8 600) са швейцарски амиши.

## История
Уставът, който налага създаването на този окръг, е приет на 7 февруари 1835 г., а самият окръг е узаконен на 1 март 1836 г. Името му е в чест на шестия президент на Съединените щати, Джон Куинси Адамс. Изборът на седалището на окръга е окончателно решен на 18 май същата година.
Първите неместни заселници пристигат в днешния окръг Адамс през 1835 г., насърчени от построяването на новия канал Ери и от края на войната на Черния ястреб. Те са изцяло заселници от Нова Англия. Това са заселници, янки, които произлизат от английските пуритани, които заселват Нова Англия през колониалната епоха. Те са били предимно членове на Конгрешанската църква, въпреки че поради "Второто Велико пробуждане" много от тях са се обърнали към методизма, а някои са станали баптисти, преди да дойдат в окръг Адамс. Впоследствие Конгрешанската църква е преминала през много разделения и някои фракции сега са известни като Църквата на Христос и Обединената църква на Христос. Когато тези заселници пристигнали, те открили гъста гора и диви прерии.
Първите представители-заселници на амишите пристигат през 1840 г.; повечето идват директно от Швейцария, запазвайки своя бернски немски диалект.
Янките изграждат първата съдебна сграда през 1839 г., която представлява двуетажна рамкова сграда. Сегашната съдебна сграда на окръг Адамс е построена в Дикейтър през 1872–1873 г. на цена от 78 979 долара. Дизайнерът е Джей Си Джонсън, който е бил обучен за дърводелец и е станал самоук архитект; той печели второ място в конкурса за дизайн на Капитолия на Индиана. Строителството е дело от Кристиан Босекер от Форт Уейн. Изградена е от червена тухла с каменни орнаменти.

## География
Според преброяването от 2010 г. окръгът има обща площ от 339,97 квадратни мили (880,5 km 2), от които 339,03 квадратни мили (878,1 km 2) (или 99,72%) са земя и 0,94 квадратни мили (2,4 km 2) (или 0,28%) е вода.

## Съседни окръзи
- Окръг Алън (север)
- Окръг Ван Уърт, Охайо (североизток)
- Окръг Мърсър, Охайо (югоизток)
- Окръг Джей (юг)
- Окръг Уелс (запад)

Окръгът има четири инкорпорирани селища. Град Дикейтър е най-големият и е седалище на окръга. Намира се в северната част на окръга.

## Известни хора
- Джийн Стратън-Портър (1863 – 1924), автор, фотограф на природата, натуралист и продуцент на нямото кино, живял в Декейтър и Женева 1886–1913.[17]
- Ричард Шрок, носител на Нобелова награда за органична химия за 2005 г., роден в Берн, Индиана през 1945 г. и посещава училище в Дикейтър.[18]
- Дейвид Анспау (роден през 1946 г.), американски телевизионен и филмов режисьор, роден в Дикейтър.[19]
- Дейвид Смит (1906 – 1965), американски абстрактен експресионист скулптор и художник, най-известен със създаването на големи стоманени абстрактни геометрични скулптури, роден в Дикейтър.[20]